# Bladensburg (Maryland)
Bladensburg es un pueblo ubicado en el condado de Prince George en el estado estadounidense de Maryland. En el Censo de 2010 tenía una población de 9.148 habitantes y una densidad poblacional de 3.507,51 personas por km².

## Geografía
Bladensburg se encuentra ubicado en las coordenadas 38°56′33″N 76°55′33″O / 38.94250, -76.92583. Según la Oficina del Censo de los Estados Unidos, Bladensburg tiene una superficie total de 2.61 km², de la cual 2.58 km² corresponden a tierra firme y (0.89%) 0.02 km² es agua.

## Demografía
Según el censo de 2010, había 9.148 personas residiendo en Bladensburg. La densidad de población era de 3.507,51 hab./km². De los 9.148 habitantes, Bladensburg estaba compuesto por el 12.56% blancos, el 65.58% eran afroamericanos, el 0.55% eran amerindios, el 2.04% eran asiáticos, el 0.02% eran isleños del Pacífico, el 16.56% eran de otras razas y el 2.69% pertenecían a dos o más razas. Del total de la población el 26.92% eran hispanos o latinos de cualquier raza.